# Butch Otter
Pour les articles homonymes, voir Otter.
Clement Leroy Otter, dit Butch Otter, né le 3 mai 1942 à Caldwell (Idaho), est un homme politique américain, membre du Parti républicain et gouverneur de l'Idaho de 2007 à 2019. Il est auparavant lieutenant-gouverneur de l'Idaho de 1987 à 2001, puis représentant au Congrès des États-Unis de 2001 à 2007.

## Biographie

### Jeunesse et études
Diplômé en science politique du collège de l'Idaho en 1967, Butch Otter a effectué son service national dans la garde nationale de l'Idaho, au sein du 116e corps de cavalerie de 1968 à 1973.

### Carrière professionnelle
Il a travaillé trente ans au sein de la compagnie d'agro-alimentaire Simplot International.

### Carrière politique
En 1972, Otter est élu à la Chambre des représentants de l'Idaho pour la circonscription du comté de Canyon. En 1978, il se lança dans la course à l'investiture républicaine pour l'élection du gouverneur mais est battu dès les primaires républicaines par Allan Larsen. 
En 1986, il est élu lieutenant-gouverneur de l'Idaho ; il est réélu en 1990, 1994 et 1998. Il sert ainsi sous les mandats du gouverneur démocrate Cecil Andrus et des gouverneurs républicains Phil Batt et Dirk Kempthorne. En 1991, lorsque le Sénat de l'Idaho comptait autant de républicains que de démocrates, sa voix fit pencher la chambre haute vers les républicains. 
En 2001, il démissionna de son poste de lieutenant-gouverneur après avoir été élu en novembre 2000 à la Chambre des représentants des États-Unis ; il est réélu en 2002 et 2004 sans réelle opposition. Son passage au Congrès fut marqué par ses positions conservatrices et libertariennes. Il est l'un des trois républicains à s'être ainsi opposé au Patriot Act en 2001 et s'est souvent montré très critique à l'encontre de la politique de sécurité intérieure du président George W. Bush.
Le 15 décembre 2004, il annonce sa candidature aux élections du gouverneur de l'Idaho et est élu le 7 novembre 2006 avec 52 % des voix contre 44 % au démocrate Jerry Brady.
Il est réélu pour un second mandat en 2010.
En 2014, il se représente au poste de gouverneur. Il fait notamment campagne sur son bilan économique et pour le maintien de l'interdiction du mariage homosexuel dans l'État, annulée par la justice en début d'année. Il affronte l'homme d'affaires démocrate de Boise A. J. Balukoff et le libertarien John Bujak, qui se présente comme le véritable conservateur de l'élection,. Otter est réélu gouverneur avec 54 % des voix, devant Balukoff (39 %) et Bujak (4 %). Il n'est que le deuxième gouverneur de l'Idaho élu pour plus de deux mandats après Robert Smylie (en).

### Vie privée
De religion catholique, Butch Otter s'était marié en 1964 à Gay Simplot, fille de J. R. Simplot. Le couple a divorcé en 1992. Son mariage ayant été par la suite annulé, il s'est remarié en 2006 avec Laurie Easley, une ancienne Miss Idaho, de 25 ans plus jeune que lui.

## Positions politiques
Butch Otter est pro-life (anti-avortement) et favorable au libre-échange.

## Historique électoral

### Gouvernorat
| Année | Butch Otter | Démocrate | Libertarien | Indépendants | Constitutionnaliste |
| ----- | ----------- | --------- | ----------- | ------------ | ------------------- |
| Année |             |           |             |              |                     |
| 2006  | 52,7 %      | 44,1 %    | 1,6 %       | —            | 1,6 %               |
| 2010  | 59,1 %      | 39,2 %    | 1,3 %       | 6,8 %        | —                   |
| 2014  | 53,5 %      | 38,6 %    | 4,1 %       | 2,7 %        | 1,2 %               |